# رينيوم
الرينيوم عنصر كيميائي له الرمز Re، له العدد الذري 75 في الجدول الدوري.

## الاكتشاف
ظل العنصر رقم 75 في الجدول الدوري لمندليف غير مكتشفا مع أن العلماء الكيميائين كانو قد توقعوا وجودة نظرا لخلو مكانة وفق ترتيب العدد الذري للعناصر حتي كان عام 1925، في برلين بألمانيا، عندما وجد كل من فالتر نوداك وزوجته إيدا تاك وأوتو بيرغ لعنصر الرينيوم في خامات البلاتين والكولومبيت. كما أعلنوا اكتشافهم للعنصر رقم 43 - والمعروف الآن باسم التكنيشيوم - وكان ذلك من خلال تحليل الأشعة السينية.
وقد إعترض الكثيرون على اكتشافاتهم، لكن التجارب المتكررة أثبتت أن العنصر 75 (الرينيوم) قد تم اكتشافه بالفعل.وقد كان بذلك هو العنصر الفلزي الإنتقالي الأخير المكتشف ذا النظير المستقر في الجدول الدوري لمندليف.و يأتي اسم العنصر من الكلمة اللاتينية "Rhenus" التي تعني الراين كما يطلق علي الحجر الذي يوجد فيه الرينيوم باسم حجر الراين.

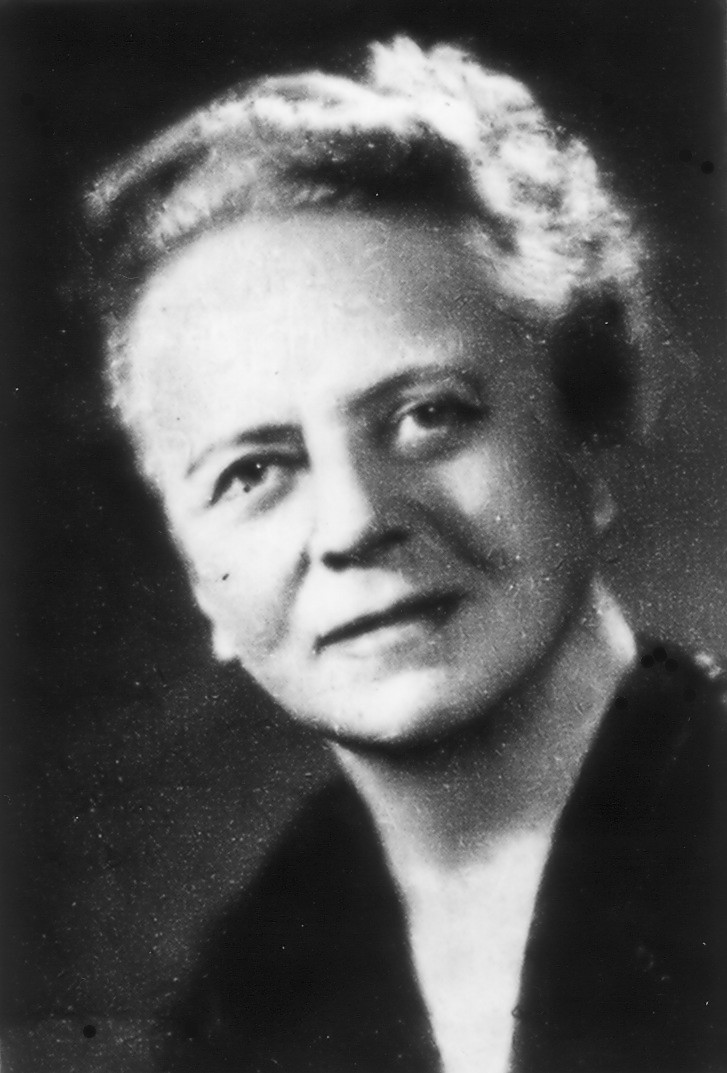
إيدا تاك مكتشفة عنصر الرينيوم
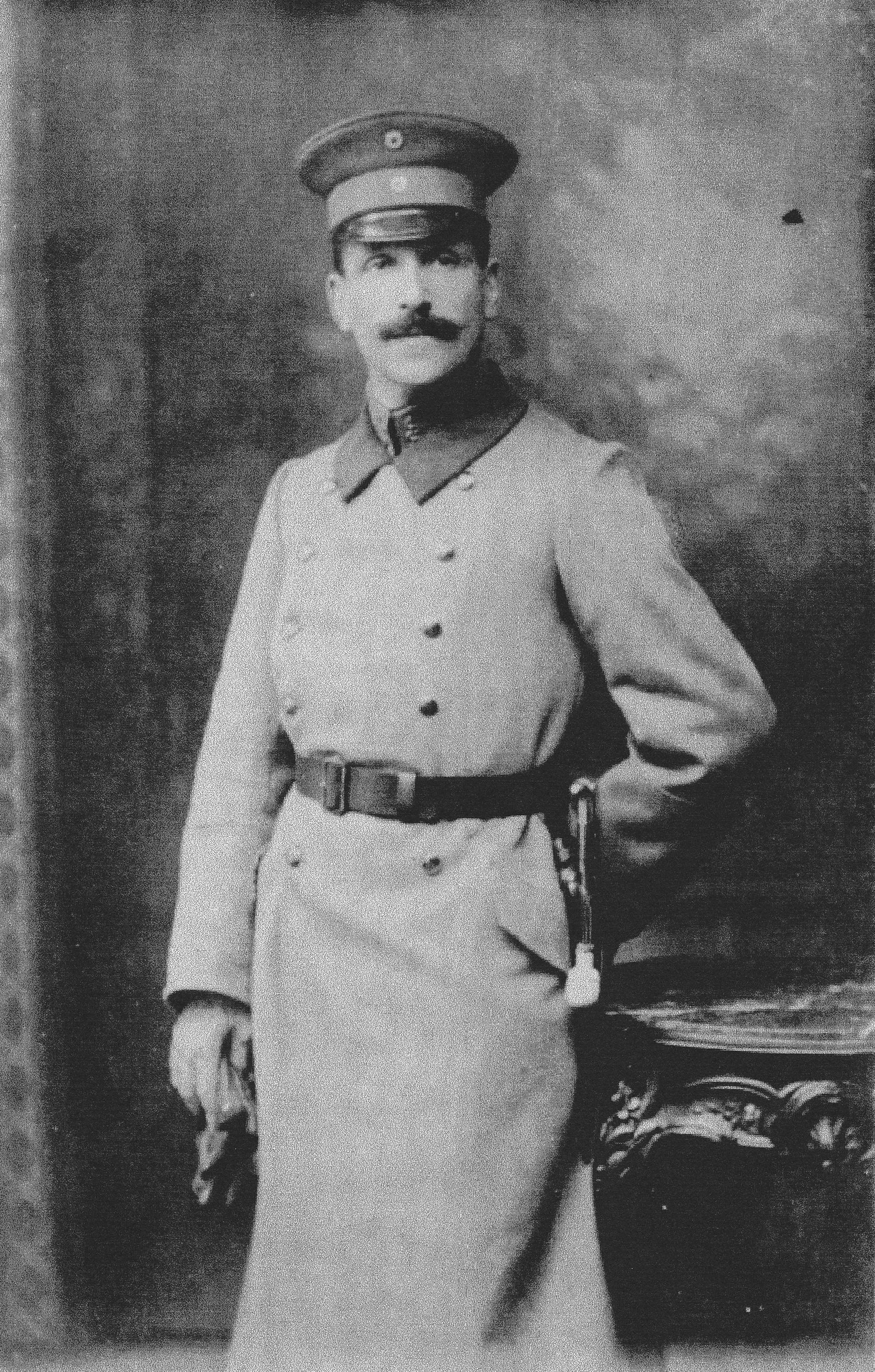
أوتو بيرغ مكتشف الرينيوم
والتر نوداكوالتر نوداك

## التواجد في الطبيعة
لا يوجد الرينيوم حرا في الطبيعة، ومعادن الرينيوم غير معروفة.و يوجد الرينيوم بتركيزات صغيرة، وفي صخور البغماتيت والصخور المدمجة مع المعادن مثل الموليبدينوم وكبريتيد النحاس. وتوجد بكميات صغيرة في معادن الجادولينيت والكولومبيت والتانتاليت وفي بعض رواسب البلاتين والنحاس. تحتوي قشرة الأرض على ما يقدر بنحو 0.001٪ من الرينيوم.

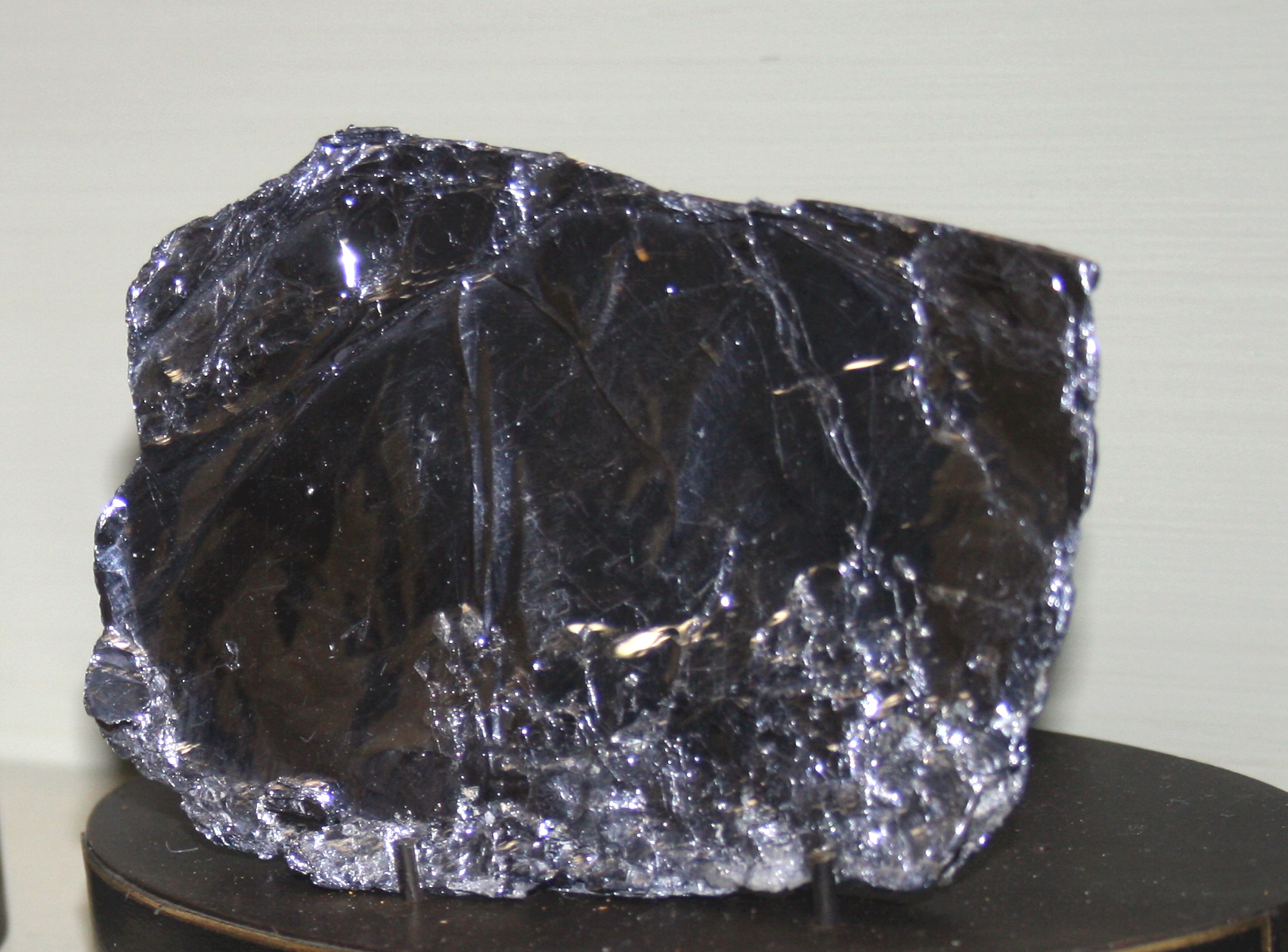
الموليبدينوم
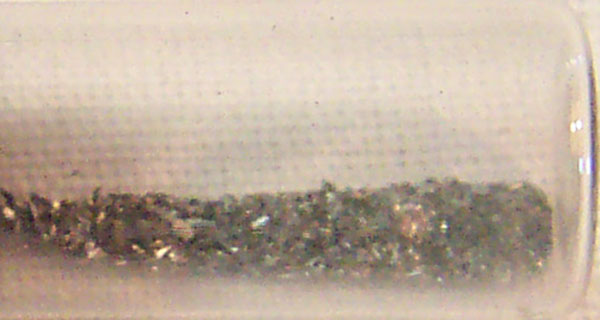
عنصر الرينيوم بدون صهر
الشكل البلوري للرينيوم

## الخصائص
الرينيوم معدن نادر جدا وهو فضي لامع. ومقاوم قوي للتآكل والأكسدة وهو ثالث عنصر بعد الكربون والتنجستن في مقياس درجة الإنصهار ويلي كلا من الإيريديوم والأوزميوم والبلاتين في درجة الكثافة.والرينيوم هو واحد من خمسة معادن حرارية (معادن ذات مقاومة عالية للحرارة والتآكل).والمعادن الأخرى المقاومة للصهر هي التنجستن والموليبدينوم والتنتالوم والنيوبيوم.
مركبات الرينيوم تشمل كلا من أكاسيد الرينيوم وهاليدات الرينيوم وكبريتيدات الرينيوم.

## إستخدامات الرينيوم
يستخدم الرينيوم مع البلاتين كمحفزات في إنتاج البنزين الخالي من الرصاص والأوكتان العالي. ويستخدم في سبائك المحركات النفاثة وفي سبائك التنغستن والموليبدينوم.و يستخدم على نطاق واسع كخيوط لأجهزة قياس الطيف الكتلي. ويستخدم أيضًا في مواد التلامس الكهربائي. ومحفزات الرينيوم مقاومة بشكل استثنائي للتسمم من النيتروجين والكبريت والفوسفور وهي مفيدة في هدرجة المواد الكيميائية الدقيقة. وسبائك الرينيوم والموليبدينوم فائقة التوصيل الكهربائي وتستخدم المزدوجات الحرارية المصنوعة من الرينيوم والتنجستين لقياس درجات حرارة تصل إلى 2200 درجة مئوية كما يستخدم سلك الرينيوم في مصابيح الفلاش في التصوير الفوتوغرافي.

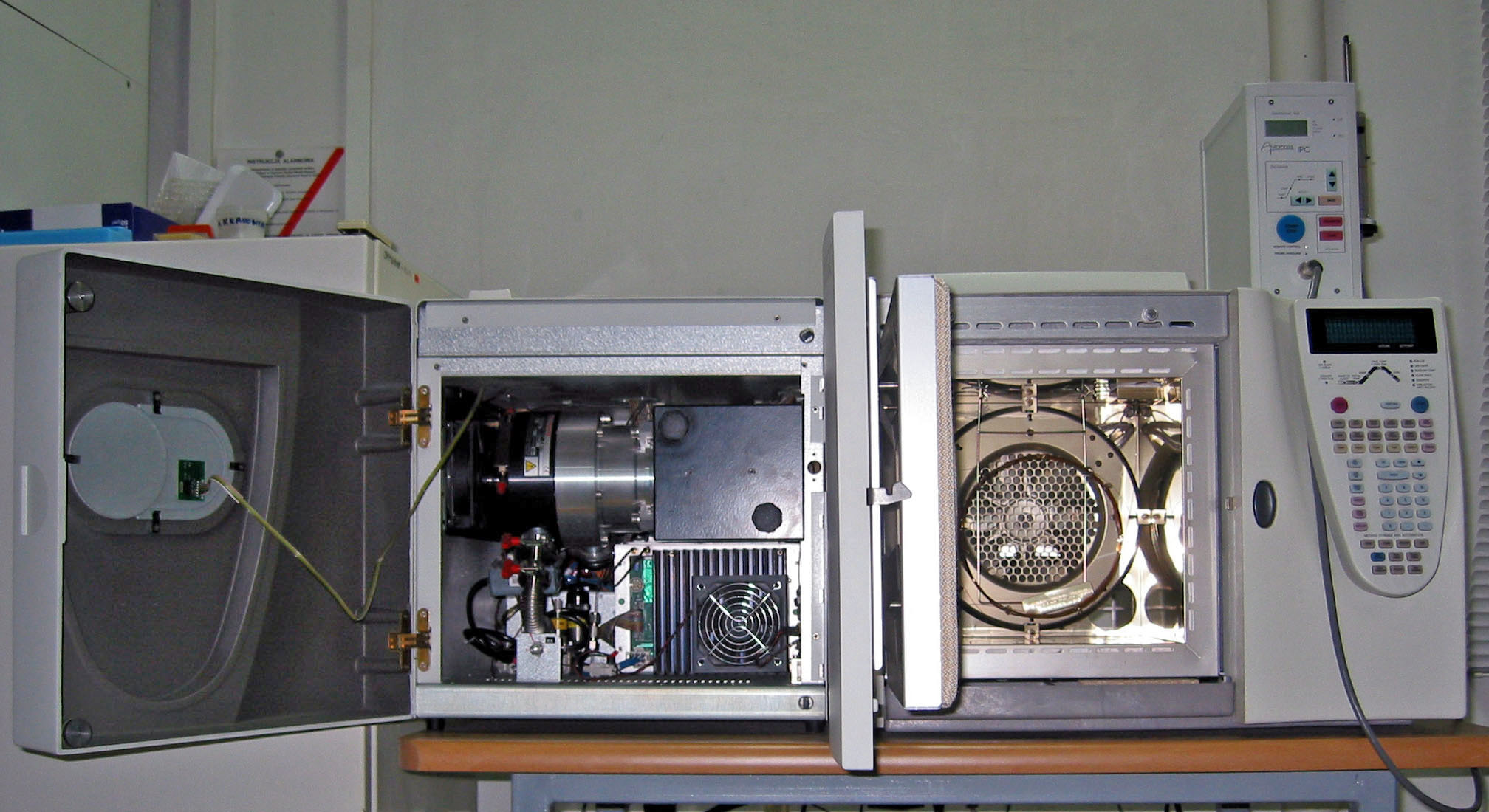
جهاز استشراب غازي مزود بمطياف كتلة
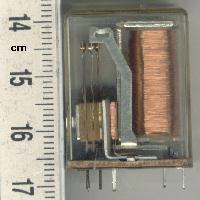
جهاز تلامس كهربائي صغير
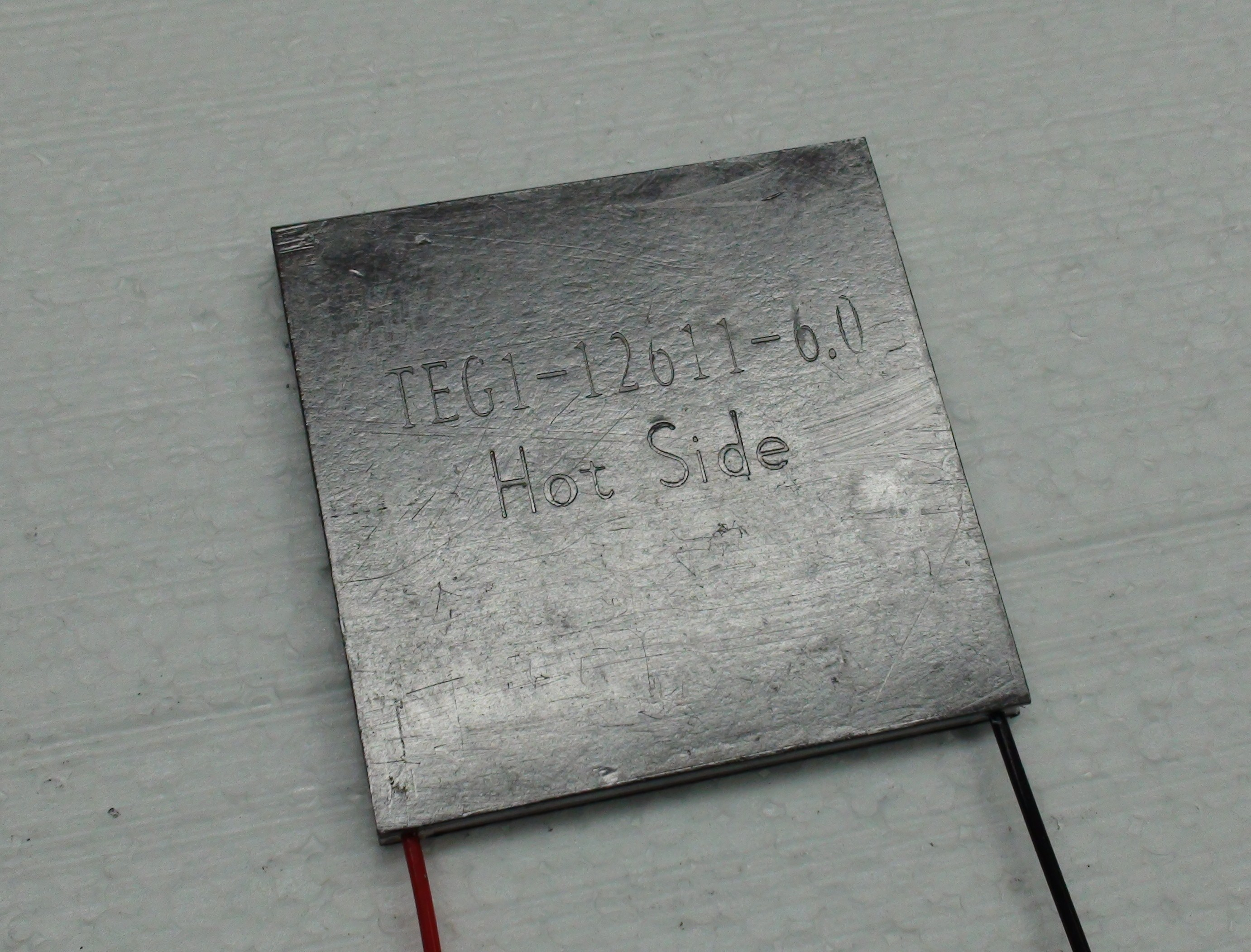
وحدة مقياس حراري دقيقة
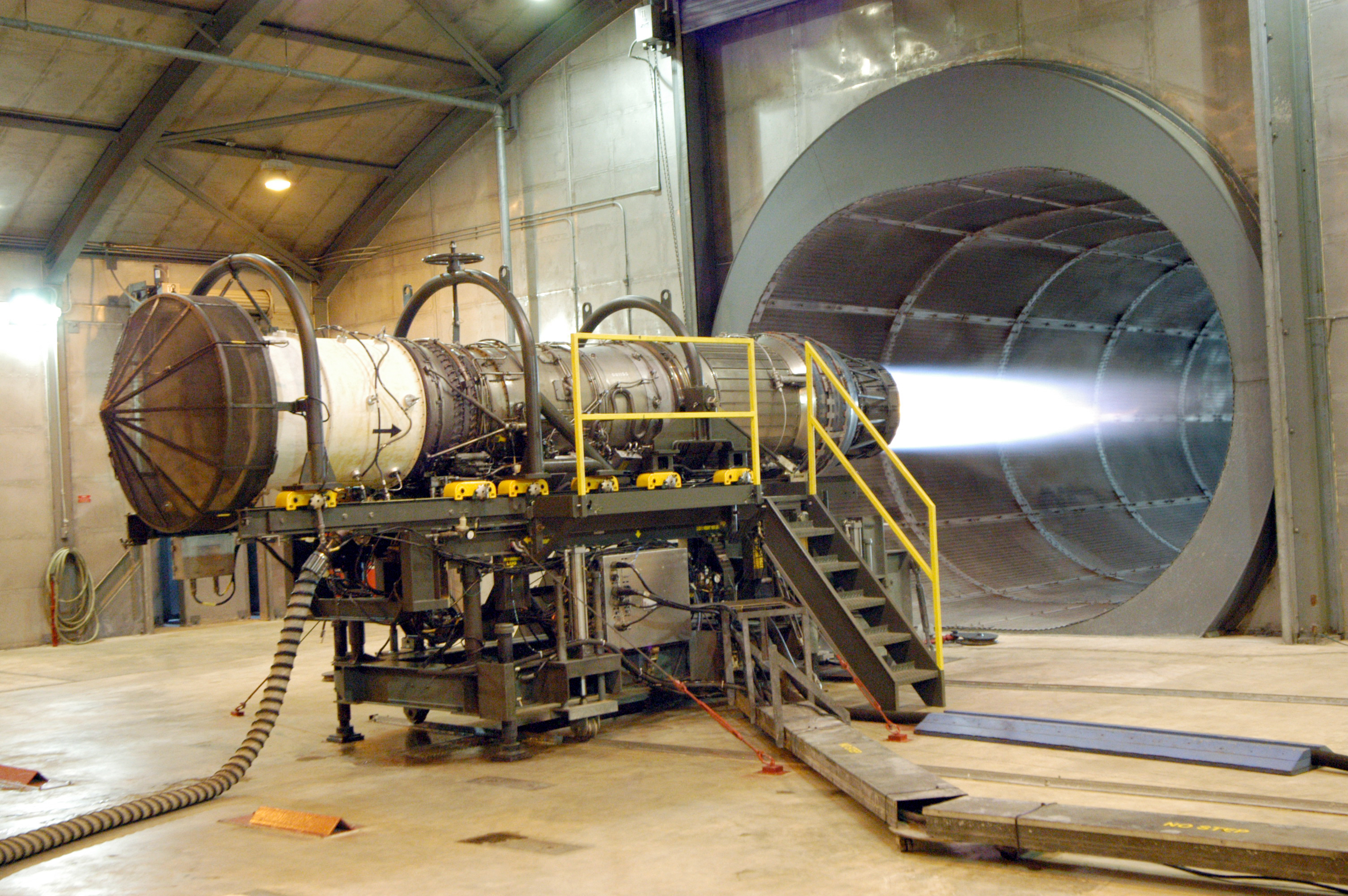
محرك توربيني قيد التجربة
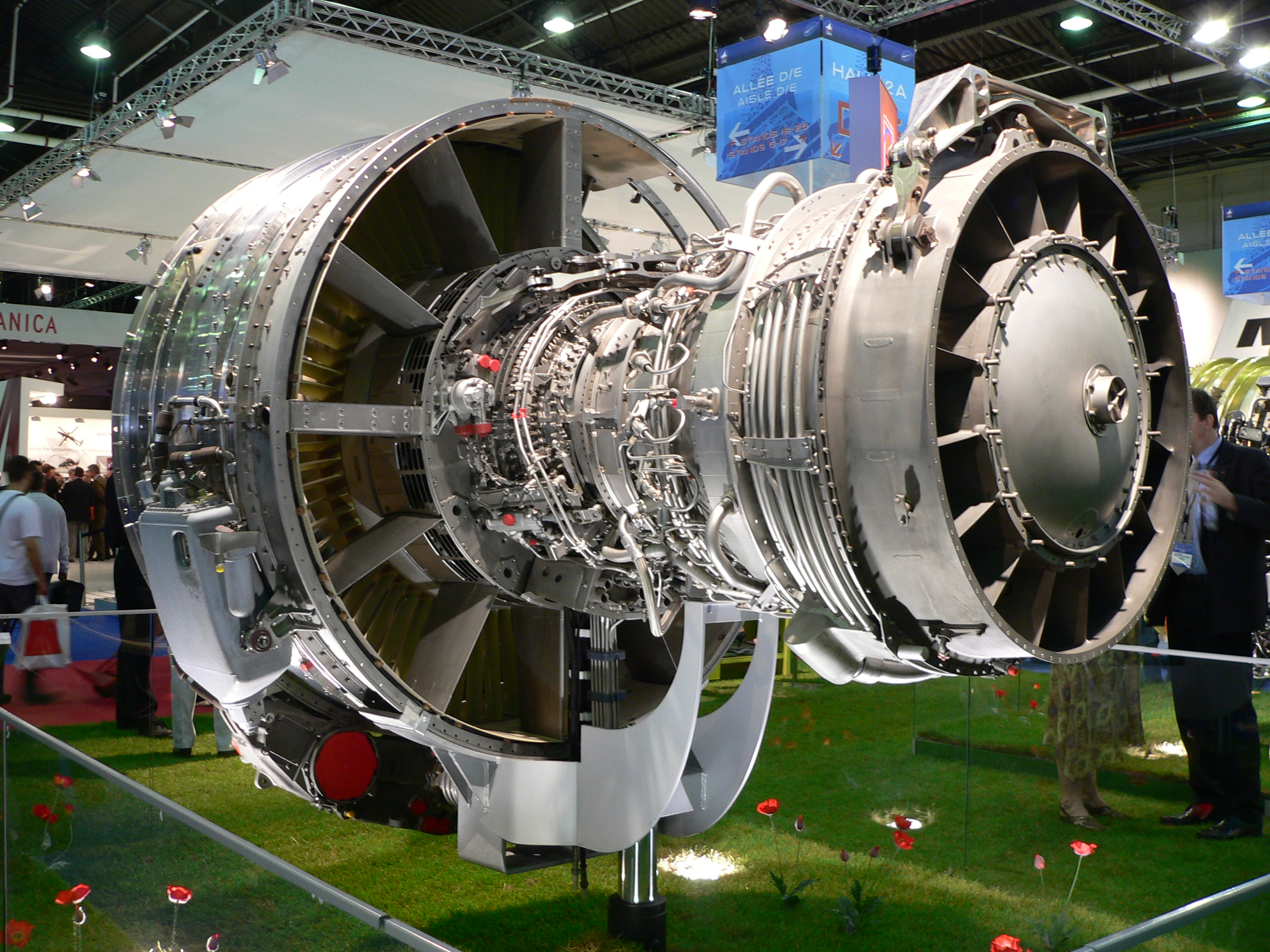
محرك توربيني جاهز للتركيب

## الإنتاج
لا يوجد الرينيوم حرًا في الطبيعة أو كمركب في معدن مميز. ولكنة ينتشر على نطاق واسع في جميع أنحاء القشرة الأرضية إلى حد حوالي 0.001 جزء في المليون.
ويحتوي بعض الموليبدينوم من 0.002٪ إلى 0.2٪ رينيوم. ويتم إنتاج أكثر من 150 ألف أوقية من الرينيوم سنويًا في الولايات المتحدة.
والبلدان الأعلى إنتاجا للرنيوم هي شيلي وكازاخستان، وتستخرجة كل من الولايات المتحدة، أرمينيا، كندا، بيرو وروسيا.

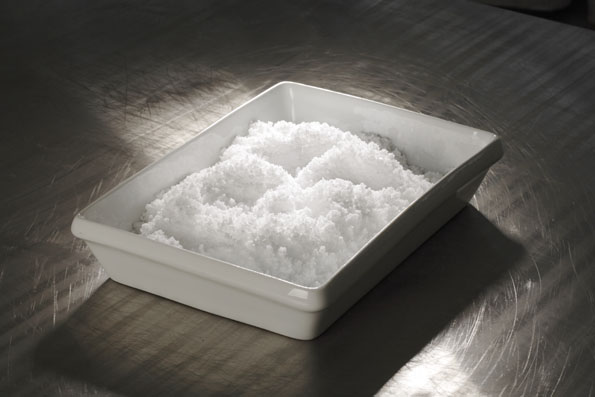
بيررنات( رباعي أكسيد الرينيوم) الأمونيوم (NH 4 ReO 4 )
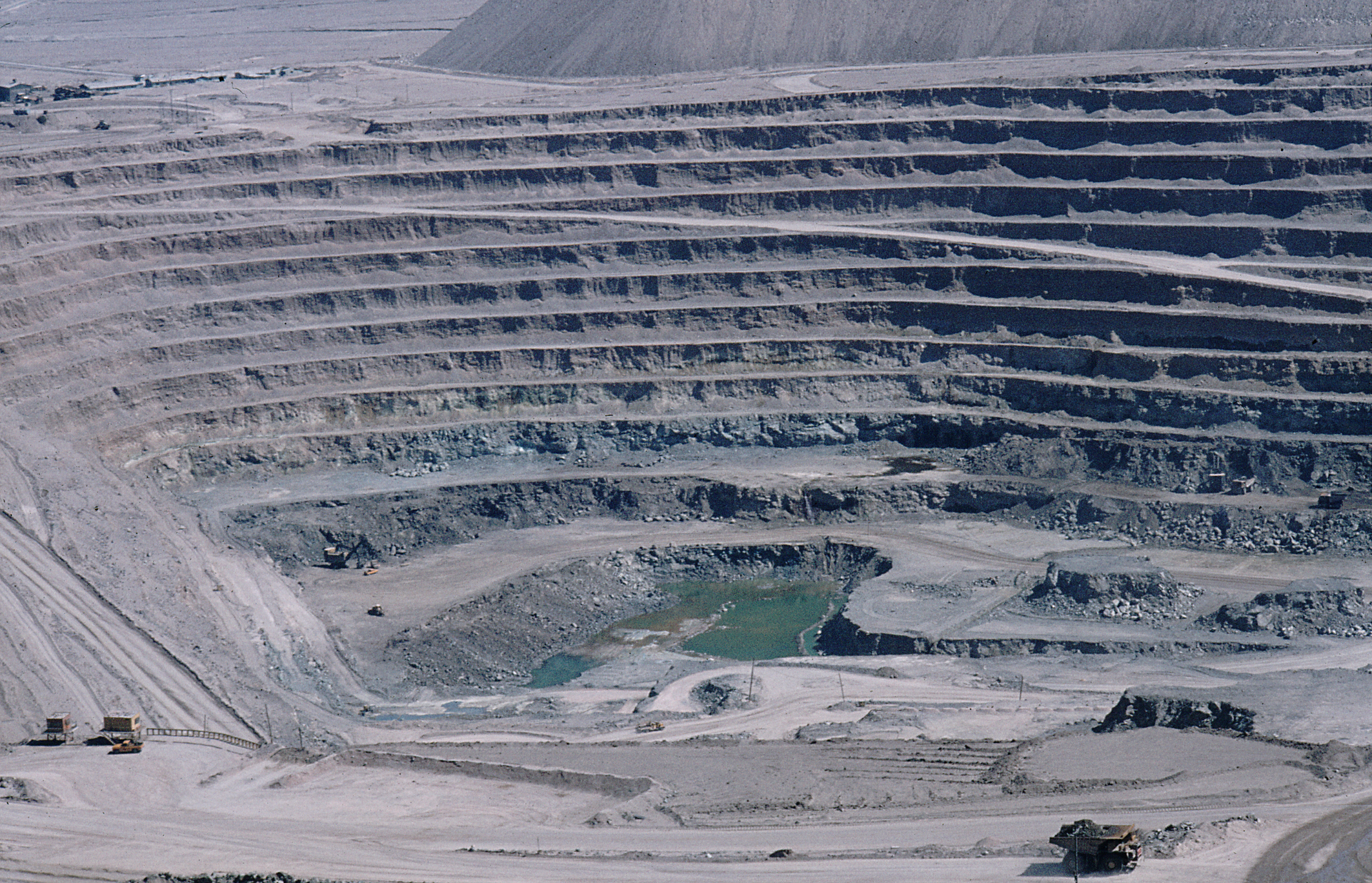
منجم للنحاس السماقي في تشوكيكاماتا ، تشيلي يستخرج منه الرينيوم
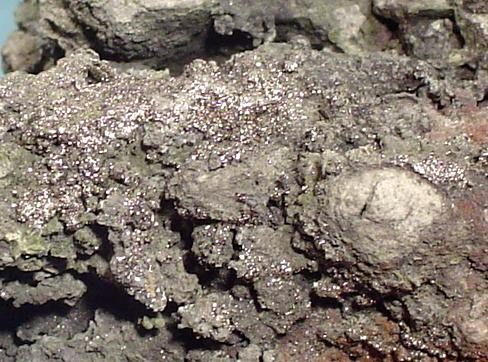
المظهر الفضي من حجر الراين (حجر الرينيوم ) من بركان كودريافي في جزر الكوريل بروسيا

## اقرأ أيضاً
- فلوريد الرينيوم السداسي
- فلوريد الرينيوم السباعي